# Farid Zarif
Pour les articles homonymes, voir Zarif.
Farid Zarif, né en 1951 à Kaboul, est un diplomate afghan.

## Biographie
Diplômé de la faculté de droit et de sciences politiques de l'Université de Kaboul en 1973, il entre au ministère des Affaires étrangères l'année suivante.
Après avoir été représentant permanent auprès des Nations unies de 1981 à 1987, il sert comme ministre des Affaires étrangères de 1987 à 1989, puis conseiller présidentiel pour les affaires internationales de 1989 à 1991.

### Nations unies
Il se joint aux Nations unies en 1993 et travaille au siège de New York, ainsi que dans le cadre de différentes missions en Érythrée, au Liberia, en Afrique du Sud, en Irak et au Soudan. 
Depuis août 2011, il est le représentant spécial du Secrétaire général des Nations unies, Ban Ki-moon, au Kosovo et le chef de l'UNMIK. Il a succédé à l'Italien Lamberto Zannier.